# Der springende Hirsch
Der springende Hirsch ist ein deutsches Stummfilm-Kriegslustspiel von 1915 aus der Hand von Robert Wiene.

## Handlung
Die Handlung spielt zu Beginn des Ersten Weltkriegs in Ostpreußen nahe der Ostfront. In dem kleinen Grenzort Günsterburg sind russische Soldaten eingefallen. Deren Kommandeur, General Iwan Alexejewitsch Udaschkow, legt den Einwohnern eine saftige Kontributionen auf, die sowohl in Geld als auch in Naturalien zu entrichten sei. Der Gemeinderat Liebenow kommt auf die famose Idee, den Russen die Zwangsabgabe wieder abzujagen, in dem man zwei stadtbekannte Ganoven, Geldschrank-Ede und Korridor-Emil, auf sie ansetzt. Beide Einbruchsspezialisten sollen erst die von den Russen besetzte Stadtkasse zurückrauben und sich dann zum Lebensmittelmagazin des Ortes begeben, um von dort das zwangsrequirierte Fleisch und Brot zurückzuholen. Udaschkow schäumt vor Wut, denn nach jedem „Diebstahl“ erhält er einen frechen Brief, in dem man sich über ihn lustig macht. Als Signatur wurde stets ein springender Hirsch gezeichnet.
Liebenow hat aber auch noch ein anderes Problem. Just zu diesem Zeitpunkt, in dem die Russen seinen Ort besetzt halten, ist auch noch Arthur, der Bruder seiner Frau Lydia, eingetroffen. Arthur dient als Leutnant in der Armee Kaiser Wilhelms und droht somit, von den Russen als Kriegsgefangener kassiert zu werden. Schwager Liebenow kommt daher auf die originelle Idee, Arthur in ein Livree zu stecken, um ihn als hauseigenen Diener ausgeben zu können. Der General deckt jedoch rasch den Schwindel auf, als er eine Photographie des angeblichen Dieners im Hause der Liebenows entdeckt und schließt messerscharf, dass es sich bei ihm um ein Familienmitglied handeln müsse. Er lässt daher Arthur, den falschen Diener, verhaften und in das Stadtgefängnis verbringen. Ein besonders kniffliger Fall für Geldschrank-Ede und Korridor-Emil, die im Auftrag Liebenows mit der Befreiung des Leutnants ihr Meisterstück vollbringen sollen. Lydia Liebenow, die nichts vom Plan ihres Gatten weiß, geht derweil zum russischen General, um dort die Freilassung ihres Bruders zu erbitten.
Udaschkow ist zu einem Kuhhandel bereit: die Freiheit für Arthur, wenn Lydia ihm dafür verrate, wer sich hinter dem „springenden Hirsch“ verberge. Einen aufgefundenen Zettel, der von einer Zusammenkunft nach einer nicht näher genannten vollbrachten Tat im Pascherwirtshaus verkündet, verleitet Lydia, die glaubt, dies könnte ein Memo vom „springenden Hirsch“ sein, dazu, dem russischen Feind diese Information zukommen zu lassen. General Udaschkow taucht im Wirtshaus mit seinen Soldaten auf und trifft prompt auf Liebenow und die beiden Meisterdiebe, die den soeben befreiten Leutnant Arthur im Schlepptau haben. Die Katastrophe wäre nun perfekt, wenn nicht just in diesem Moment eine deutsche Einheit in den Ort vorrücken würde, um die russischen Besatzer wieder zu vertreiben. Der General wähnt sich in der Falle, reagiert jedoch blitzschnell und tauscht seine lamettabehangene Offiziersuniform mit dem Lumpengewand eines der beiden Ganoven. Dieser sieht diesen Tausch sehr pragmatisch als einen Gewinn an und zieht nunmehr das ordengeschmückte Gewand des russischen Offiziers an und tritt damit mit stolzgeschwellter Brust vor all den anderen auf.

## Produktionsnotizen und Einordnung
Der springende Hirsch, gelegentlich auch unter dem Titel Die Diebe von Günstersburg und bisweilen auch in Kombination, Der springende Hirsch oder Die Diebe von Günstersburg geführt, entstand im Mai und Juni 1915 im Bioscop-Atelier in Neubabelsberg und wurde am 3. September 1915 in Österreich-Ungarn (vermutlich) uraufgeführt. Laut IMDb soll die deutsche Erstaufführung im November 1915 stattgefunden haben. Der Vierakter besaß in Deutschland eine Länge von 1451 Metern, für Österreich-Ungarn wurde eine Länge von 1540 Meter angekündigt. Bei dieser Produktion handelt es sich um den seltenen Fall der komödiantischen Annäherung an einen propagandistischen Filmstoff.
Die weibliche Hauptdarstellerin Vera Witt gab hier ihr Filmdebüt.

## Kritik
„Das Bild … ist trotz des Lustspielcharakters reich an dramatischen Momenten und verfügt über eine recht spannende Handlung. (…) Die Figuren der Einbrecher sind köstliche Gestalten und machen allein dieses Bild schon zu einem Filmwerke, das des Beifalles des Publikums sicher sein darf. „Der springende Hirsch“ ist ein Film, der in seiner Eigenart zu den besten solcher zeitgemäßer Filmschöpfungen gerechnet werden darf, umso mehr da er, wie erwähnt, unterhaltend und spannend zugleich [ist].“